# Compsognathus
A Compsognathus (jelentése: „csinos állkapocs” a kompszosz – ógörögül: κομψος – ’csinos, elegáns, kecses’ és gnathosz – ógörögül: γναθος – ’állkapocs’ szavak összetételéből) kis méretű, karcsú testű, két lábon járó, húsevő theropoda dinoszaurusznem volt, amely a késő jura kor tithon korszakában, körülbelül 150 millió évvel ezelőtt élt a mai Európa területén. Szerepelt a Jurassic Park című mozifilmekben és azóta „kompinak” becézik.
Ez a pulykaméretű állat két majdnem teljesen ép csontváz alapján ismert: az 1850-es években felfedezett németországi példány 89 centiméter, a több mint száz évvel később megtalált franciaországi lelet pedig 125 centiméter hosszú. Néhány hasonló felépítésű kezdetleges coelurosaurusszal együtt a Compsognathidae családba sorolják. Jelenleg csupán egyetlen faja, a C. longipes ismert. Az 1970-es években még úgy vélték, hogy a francia példány egy másik fajhoz, a C. corallestrishez tartozik.
A nemet számos népszerű leírás csirkeméretű dinoszauruszként mutatja be, mivel a Németországban felfedezett fosszília kisméretű, de az újabb nézet szerint ez a példány fiatal állat volt.
A Compsognathus egyike a kevés dinoszaurusznak, melyek táplálkozási módja jól ismert: mindkét ismert fosszília hasi részén gyors mozgású kis gyíkok maradványai őrződtek meg. Portugáliában találtak olyan fogakat is, amelyek talán a nemhez tartozó egyedekhez tartoztak.
Habár a felfedezésekor még nem volt nyilvánvaló, a Compsognathus az egyik legelső majdnem teljes csontváz alapján ismert dinoszaurusznem. Az 1980-as és 1990-es években ez volt a legkisebbként számon tartott nem, melyről azt is feltételezték, hogy az Archaeopteryx nevű korai madár rokona. Emiatt a Compsognathus az őslénykutatói körökön kívül is jól ismert néhány dinoszaurusz egyike.

## Felfedezések és fajok

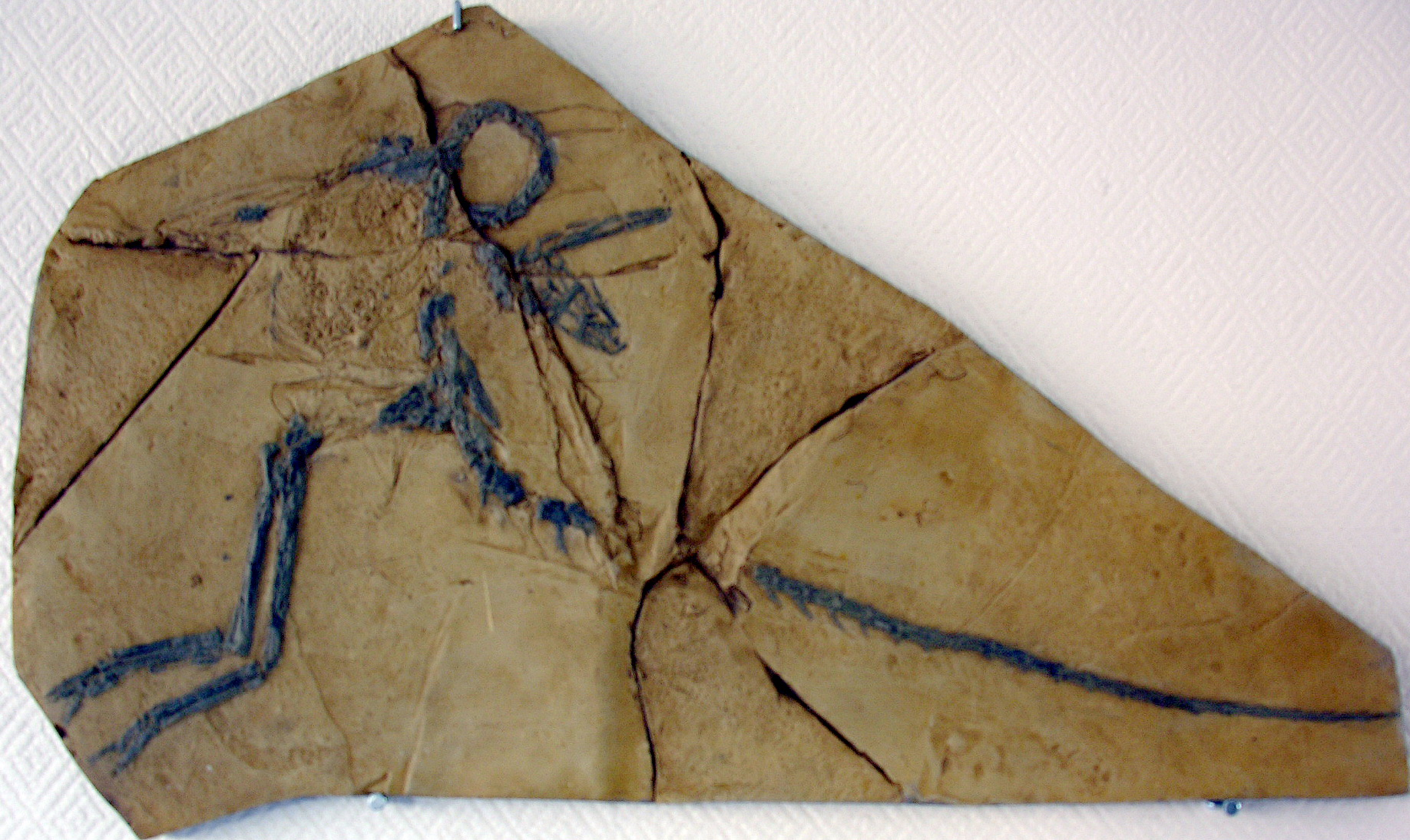
A franciaországi Canjuersben talált Compsognathus fosszília

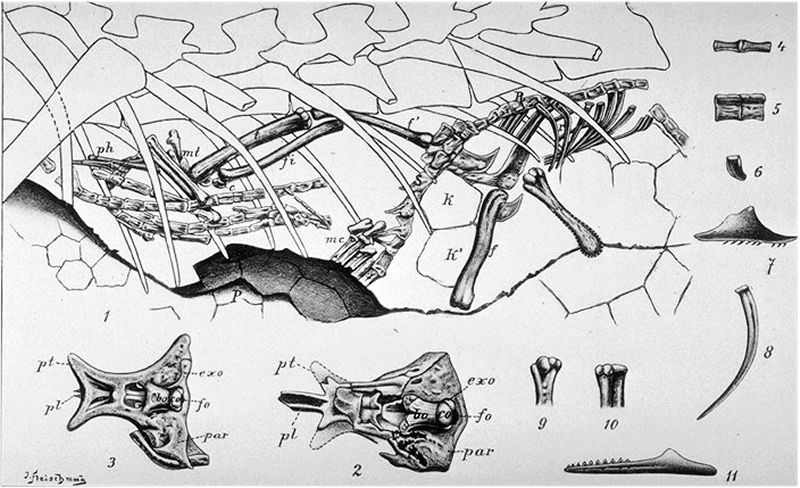
Nopcsa Ferenc Compsognathusa

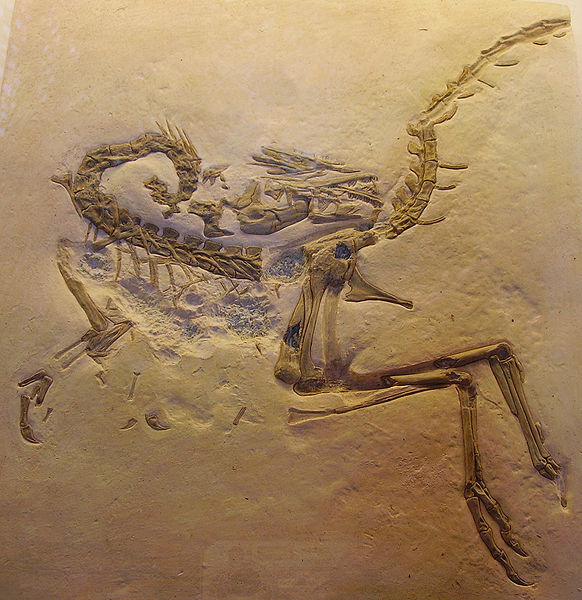
Az 1850-ben Bajorországban Joseph Oberndorfer által felfedezett Compsognathus fosszíliája, melyet az Oxfordi Egyetem Természetrajzi Múzeumában állítottak ki.

A Compsognathus két, majdnem teljes csontváz alapján ismert, melyek közül az egyik Németországban került elő, és 89 centiméter hosszú, míg a másikra Franciaországban találtak rá, és a hossza eléri a 125 centimétert. A német (BSP AS I 563 katalógusszámú) típuspéldányt Joseph Oberndorfer orvos és fosszíliagyűjtő fedezte fel az 1850-es években, Solnhofen kőnyomatos mészkőrétegeiben, a bajorországi Riedenburg-Kelheim körzetében. A Solnhofen területén levő mészkőből olyan jól megőrződött fosszíliák kerültek elő, mint a tollenyomatos Archaeopteryx és a kora tithon korszak idejéről származó, szárnyhártya lenyomatokkal együtt megmaradt pteroszauruszok. Johann Andreas Wagner 1859-ben röviden ismertette a leletet, melynek a Compsognathus longipes nevet adta, 1861-ben pedig részletes leírást készített róla.
Thomas Henry Huxley 1868-ban összehasonlította a két fajt, és megállapította, hogy a karoktól és a tollaktól eltekintve az Archaeopteryx csontváza nagyon hasonlít a Compsognathuséra, és hogy az ősmadár közeli rokonságban állt a dinoszauruszokkal. 1896-ban Othniel Charles Marsh felismerte, hogy a lelet valóban a Dinosauria csoport tagja. John Ostrom 1978-ban egy teljesen új leírást készített a fajról, miáltal az az időszak legismertebb theropodájává vált. A német példány jelenleg a Bajor Állami Őslénytani és Történeti Geológiai Gyűjtemény (Bayerische Staatsammlung für Paläontologie und historische Geologie) kiállításán tekinthető meg Münchenben.
A nagyobb (MNHN CNJ 79 katalógusszámú) példányt 1972-ben fedezték fel a délkelet-franciaországi Nizza közelében levő Canjuers lenyomatos portlandi mészkövében. A lelet a kora tithon korszakból származik. A példányt A. Bidar eredetileg külön fajként, Compsognathus corallestris néven írta le. J. G. Michard és mások később átnevezték, így a Compsognathus longipes újabb példánya lett. H. M. Quimby a kisebb német példányt a faj fiatalabb egyedeként azonosította. 1983-ban a fosszília a párizsi Nemzeti Természetrajzi Múzeum (Muséum national d'histoire naturelle) birtokába került; Michard ezután alapos vizsgálatnak vetette alá. A tudósok eredetileg egy solnhofeni láb töredéket is a Compsognathus részeként azonosítottak, de egy későbbi vizsgálat ezt megcáfolta. J. Zinke a kimmeridge-i korszakhoz tartozó portugáliai Guimarota Formációból származó fogakat is ehhez a nemhez sorolta be.
Egy erősen töredékes leletet Nopcsa Ferenc publikált 1903-ban.

## Anatómia

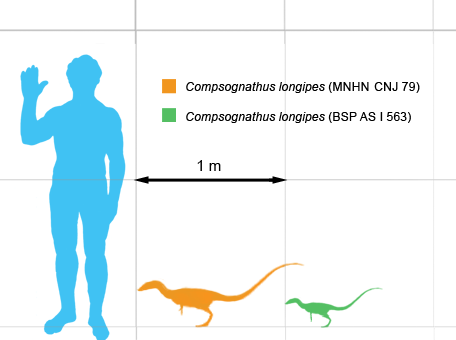
A (nagyobb) francia és a (kisebb) német Compsognathus példány, valamint az ember méretének összehasonlítása

Évtizedeken át a Compsognathus volt a legkisebb ismert dinoszaurusz; a felfedezett példányok hosszúsága 1 méter körül volt. Az olyan későbbiekben megtalált nemek, mint a Caenagnathasia, a Microraptor és a Parvicursor azonban még kisebbek voltak. A Compsognathus legnagyobb példányának tömege a becslés alapján nagyjából 0,83 és 3,5 kilogramm között lehetett.

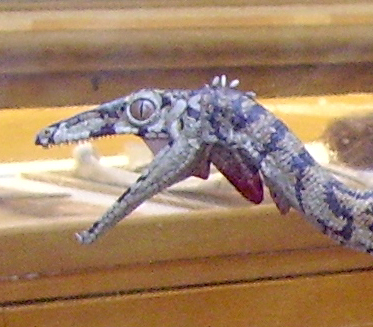
Az Oxfordi Egyetem Természetrajzi Múzeumában (Oxford University Museum of Natural History) levő Compsognathus modellen látható az állat keskeny koponyája és hegyes pofarésze

Könnyű felépítésű állat volt, hosszú, a mozgás során egyensúlyozásra használt farokkal, valamint hosszú hátsó, és aránylag rövid mellső lábakkal.
A németországi lelet mindkét mellső végtagján mindössze két ujjat találtak, ezért a kutatók sokáig úgy gondolták, hogy a faj az evolúciója során elvesztette a harmadik ujját. A franciaországi példány kezein azonban három ujj látható, mint ahogy az a tetanuránoknál általános. Ez alapján valószínű, hogy a solnhofeni kövületen egyszerűen nem őrződött meg valamennyi ujj. Kemény karmai a zsákmány megragadásához alkalmazkodtak.
Hosszú és keskeny koponyáján öt pár lyuk (fenestrae) helyezkedett el, melyek közül a szemnyílások foglalták el a legnagyobb helyet. A szemek a fej többi részéhez képest aránylag nagyok voltak. Az állkapocsról szokatlan módon hiányzott az archosaurusokra jellemző mandibuláris ablak. Kicsi, éles fogakkal rendelkezett, melyek apró gerincesek és más kis méretű állatok, például rovarok darabolására is alkalmasak voltak. A felső állcsont elején (a premaxillán) lévő fogak simák, a hátrébb lévők csipkézett élűek voltak – a tudósok e jellegzetességet használták fel a Compsognathus és közeli compsognathida rokonai azonosítására.

## Osztályozás

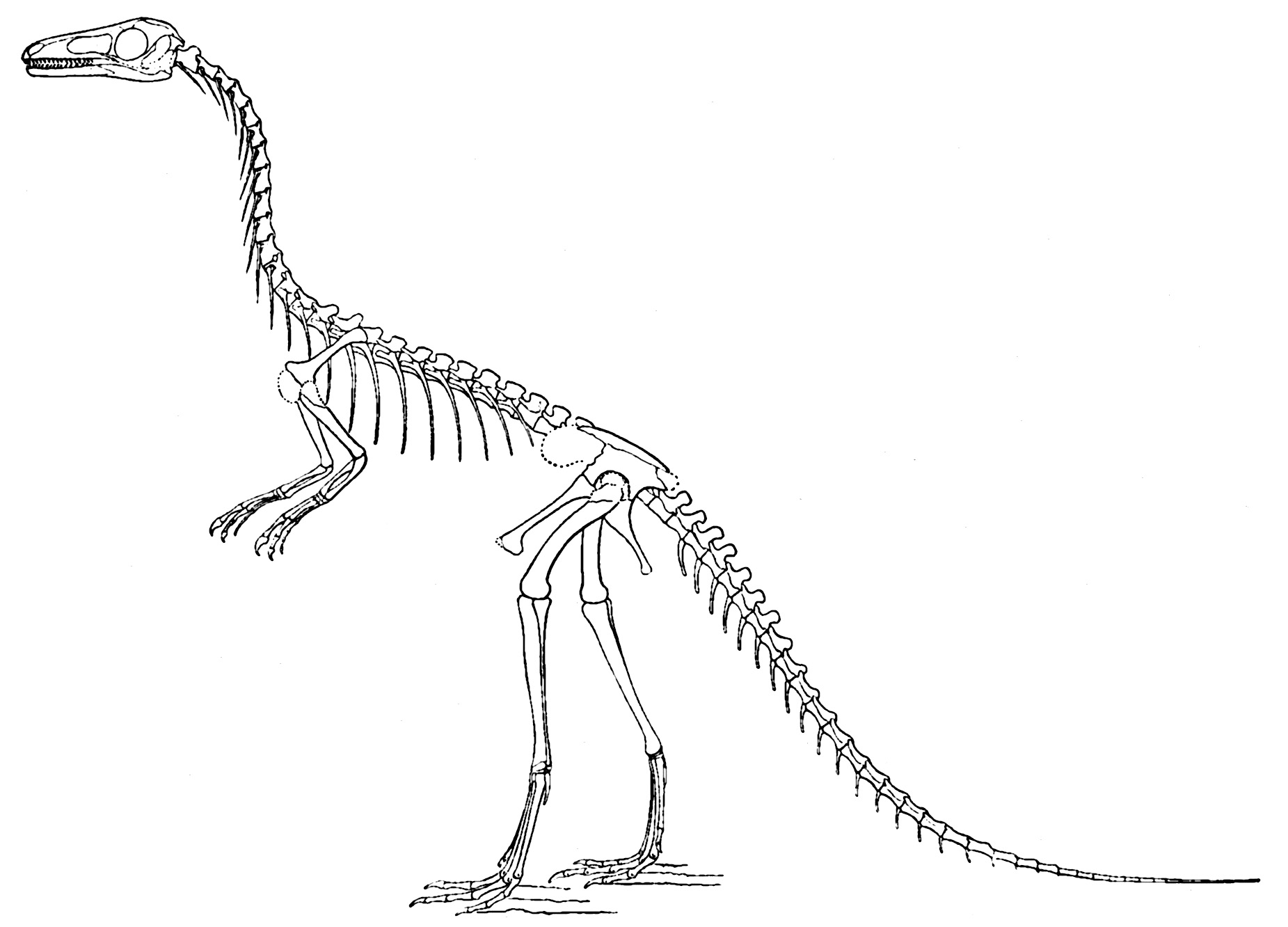
O.C. Marsh Compsognathus longipes csontvázának rekonstrukcója

A Compsognathus után nevezték el a Compsognathidae családot, melybe többnyire kis méretű, Kínában, Európában és Dél-Amerikában élt késő jura és kora kréta kori dinoszauruszok tartoznak. Évekig csak egyetlen ismert tagja volt, a 20. század utolsó évtizedeire azonban az őslénykutatók számos ide tartozó nemet fedeztek fel. E kládok közé tartozik az Aristosuchus, a Huaxiagnathus, a Mirischia, a Sinosauropteryx és feltehetően a Juravenator, valamint a Scipionyx. Egy időben felmerült, hogy a Mononykus is a csoport tagja lehet, de P. Chen és szerzőtársai egy 1998-ban megjelent cikkben elvetették a javaslatot arra hivatkozva, hogy a Mononykus és a compsognathidák közti hasonlóságok csupán a konvergens evolúció eredményei. A Compsognathus és rokonai Coelurosauria csoporton belüli helyzete bizonytalan. Egyes theropoda szakértők, például Thomas R. Holtz Jr., valamint szerzőtársai Ralph Molnar és Phil Currie a Dinosauria 2004-es kiadásában a családot a coelurosaurusok legbazálisabb tagjának tartották, míg mások a Maniraptora csoportba sorolták be.

## Ősökológia

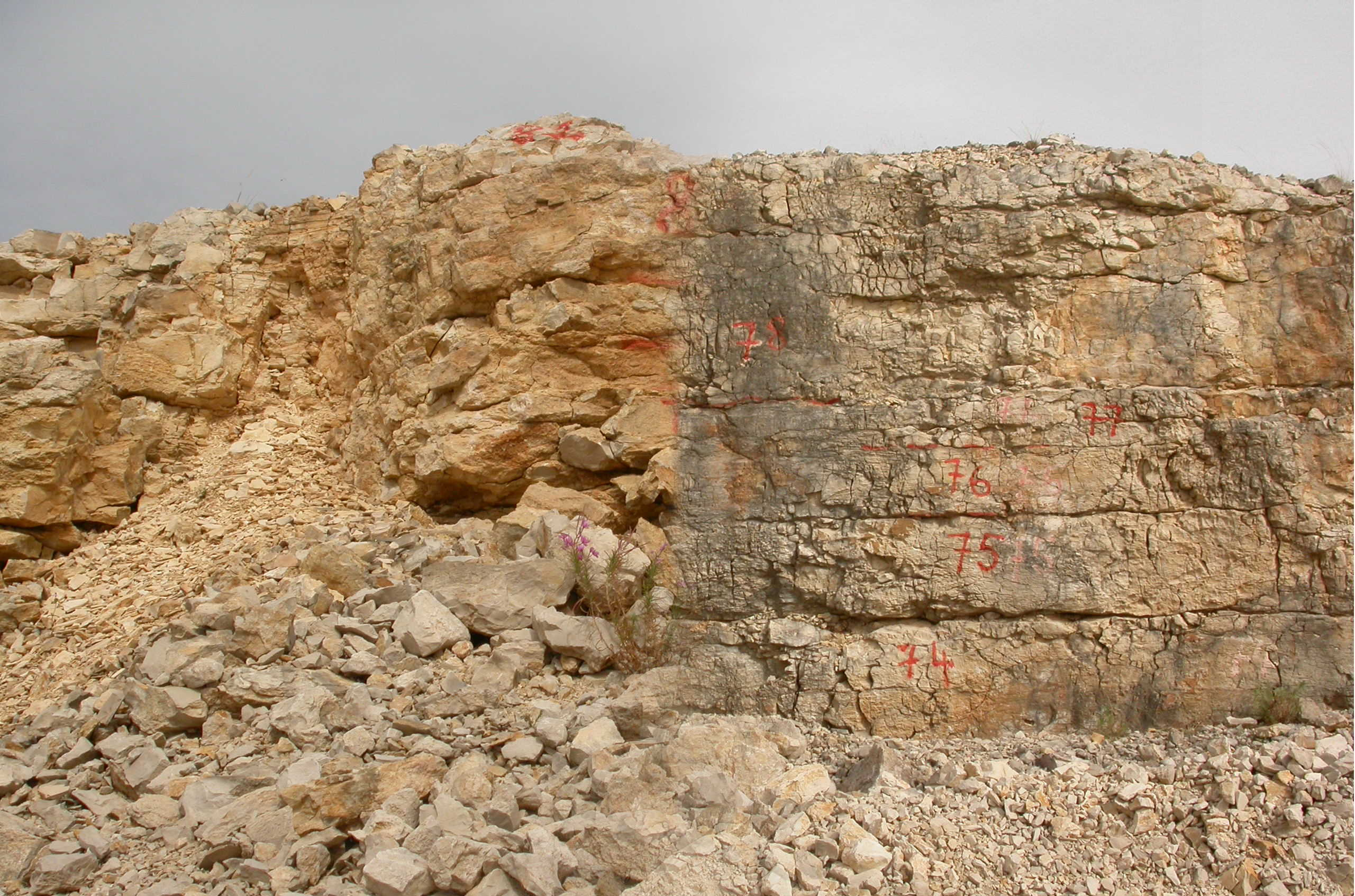
A francia Compsognathus példány lelőhelye

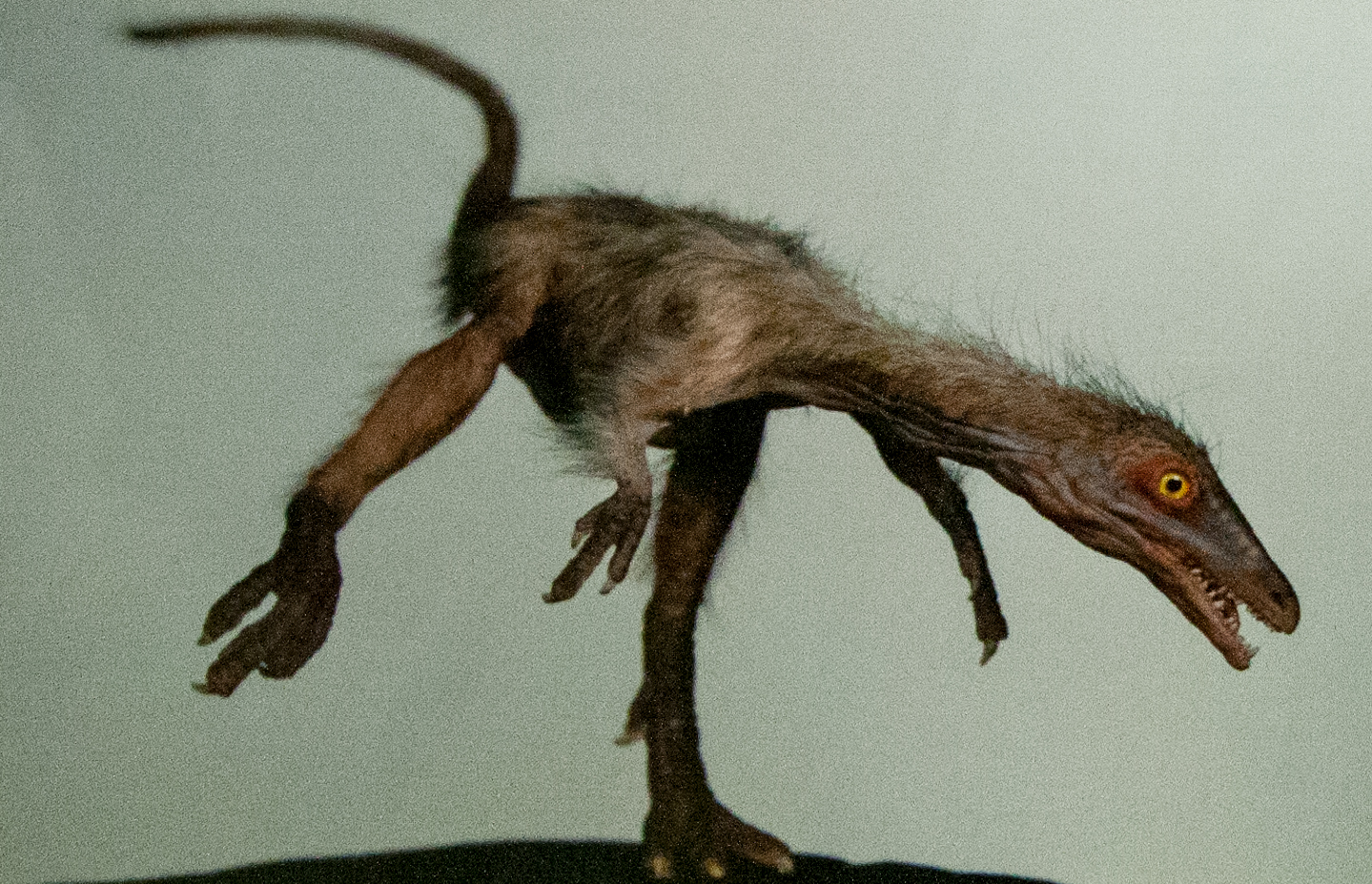
Compsognathus rekonstrukciója a frankfurti Senckenberg Naturmuseumban

A késő jura kor idején Európa a Tethys-óceán szélén elterülő száraz, trópusi szigetvilág volt. A Compsognathus csontvázakat megőrző finom mészkövek a tengeri élőlények házaiból származó kalcitból keletkeztek. A solnhofeni és canjuersi Compsognathus-lelőhelyek egykor a korallszirtek és a szigetek partjai között levő lagúnákban helyezkedtek el.
Ezen az élőhelyen a Compsognathus a korai madárral, az Archaeopteryxszel, valamint különféle pteroszauruszokkal, például a Rhamphorhynchusszal és a Pterodactylusszal osztozott. A megtalált csontmaradványok alapján az állat csontváza egyébként kísértetiesen hasonlított az Archaeopteryxére. A Compsognathust megőrző üledékes kőzetben számos tengeri állat, köztük halak, rákok, tüskésbőrűek és tengeri puhatestűek fosszíliái is megőrződtek, melyek igazolják, hogy ez a theropoda tengerparti élőhelyek lakója volt. Más dinoszauruszt nem találtak a Compsognathus közelében, ami arra utalhat, hogy talán ez a kis méretű állat lehetett a szigetek szárazföldi csúcsragadozója.

## Ősbiológia

### Mellső láb
A 19. században, Németországban felfedezett Compsognathus példány a mellső lábain csak két ujjal rendelkezett, ami alapján a tudósok arra következtettek, hogy az élő állat is így nézett ki. A későbbi, Franciaországban talált példány mellső végtagjain azonban a többi compsognathidához hasonlóan három ujj volt. Ebből az a következtetés vonható le, hogy a német példány hiányosan őrződött meg. Bidar szerint a francia példánynak úszólábakra emlékeztető hálós mellső lábai voltak. L. B. Halstead 1975-ös, The Evolution and Ecology of the Dinosaurs (A dinoszauruszok evolúciója és ökológiája) című könyvében az állatot olyan kétéltű dinoszauruszként jellemzi, amely képes vízi zsákmány elejtésére, illetve úszva menekül a nagyobb ragadozók elől. Ostrom tévesnek vélte ezt az elképzelést, következetesen bemutatva azt, hogy a francia és a német példány a méretétől eltekintve minden szempontból megegyezik. K. Peyer igazolta a következtetést.

### Étrend
A német példány hasüregében megőrződött gyík maradványai arra utalnak, hogy a Compsognathus apró gerincesekre vadászott. Marsh, aki 1881-ben megvizsgálta a példányt, úgy vélte, hogy a kis csontváz egy embrió lehetett, Nopcsa Ferenc azonban 1903-ban igazolta, hogy egy gyíkhoz tartozik. Ostrom az aránylag hosszú lábak és farok alapján a gyors futóként jellemzett Bavarisaurus gyíkként azonosította. A tény, hogy a Compsognathus ragadozó volt, arra enged következtetni, hogy éles látással rendelkezett, és képes volt hirtelen felgyorsulva utolérni a gyíkot. A Bavarisaurus egy darabban volt, ami azt jelzi, hogy a Compsognathus egészben nyelte le. A francia példány gyomrában egy azonosítatlan gyíkot vagy hidasgyíkfélét találtak.

### Lehetséges tojások
A német Compsognathus közelében 10 milliméter átmérőjű tojásokat fedeztek fel. Ezeket 1901-ben Friedrich von Huene elcsontosodott bőrdarabokként azonosította. 1993-ban P. Griffiths a maradványokat éretlen tojásokként írta le. Később azonban a kutatók kétségbe vonták a maradványok nemhez való besorolását, mivel azok a testüregen kívül helyezkedtek el. A Compsognathus rokonságába tartozó Sinosauropteryx jó állapotban megőrződött fosszíliáján két tojócső és két tojás látható. A Sinosauropteryx tojásainak aránylag nagyobb mérete és kisebb száma szintén arra utal, hogy a Compsognathus tojásokat tévesen azonosították.

### Bőr és kapcsolat a madarakkal
Közel egy évszázadon át a Compsognathus volt az egyetlen jól ismert kis theropoda. Ez vezetett az Archaeopteryxszel való összehasonlításhoz, és ahhoz a feltételezéshez, hogy rokonságban áll a madarakkal. Huxley madarak iránti érdeklődését inkább a Compsognathus keltette fel, mint az Archaeopteryx. Az alak, a méret és az arányok tekintetében a két állat olyan mértékű hasonlóságokat mutat, hogy az Archaeopteryx tollatlan csontvázát évekig összetévesztették a Compsognathuséval. Időközben kiderült, hogy sok más dinoszaurusz, köztük a Deinonychus, az Oviraptor és a Segnosaurus is közelebbi kapcsolatban áll a madarakkal.
A Compsognathus rokonságába tartozó Sinosauropteryx és Sinocalliopteryx a testet szőrhöz hasonlóan borító egyszerű tollak lenyomataival együtt őrződött meg, ami arra utal, hogy valószínűleg a Compsognathus testét is hasonló tollazat fedte. Ennek megfelelően az állat több ábrázoláson is pelyhes prototollakkal jelenik meg. Az Archaeopteryxszel ellentétben a Compsognathus fosszíliákkal együtt sem tollak, sem tollszerű struktúrák nyomai nem őrződtek meg, annak ellenére, hogy a maradványaikra ugyanabban az üledékben találtak rá. Azonban az Archaeopteryx tollai közül is inkább csak a nagyobb szárny- és farktollak lenyomatai maradtak meg, mint azok a rövid tollak, amelyek valószínűleg az állat testét borították. Karin Peyer 2006-ban a farok oldalsó részén, a 13. csigolyától kezdődően elhelyezkedő bőrlenyomatokról számolt be. A lenyomatokon a Juravenator farkán és hátsó lábain találhatókhoz hasonló pikkelyszerű apró csomók láthatók. Korábban von Huene arról írt, hogy a német példány hasi részén pikkelyek felfedezhetők fel, Ostrom viszont a későbbiekben elvetette az értelmezését.
A Compsognathushoz való hasonlóságként és a Sinosauropteryxtől való eltérésként a Juravenator farkán és hátsó lábain levő fosszilizálódott bőrdarab főként pikkelyek nyomait őrzi, bár van némi jele annak, hogy egyes részein egyszerű tollak is lehettek. Ez talán azt jelenti, hogy e dinoszaurusz csoport esetében a tollazat nem volt általánosan elterjedt.

## Popkulturális hatás
A gyermekek számára készült dinoszaurusz könyvekben általában megtalálható a Compsognathus. Kis mérete miatt hosszú időn át egyedinek számított, de nagyjából egy évszázad elmúltával újabb kis méretű dinoszauruszokat fedeztek fel.
A későbbiekben az állat feltűnt Az elveszett világ: Jurassic Park (The Lost World: Jurassic Park) és a Jurassic Park III című mozifilmekben. Az előbbiben az egyik szereplő tévesen „Compsognathus triassicus” néven azonosítja a fajt, kombinálva Compsognathus nevét a Procompsognathus nem egyetlen fajának nevével, az utóbbi kis termetű húsevő ugyanis szerepel a Jurassic Park regényekben. A Jurassic Park III-ban már „kompinak” becézett állatokat társas lényekként ábrázolják, melyek falkákban vadászva képesek akár egy ember méretű zsákmány elejtésére is, de ez a viselkedés csupán a Jurassic Park alkotóinak elképzelését tükrözi, a fosszilis rekordban nincs jele annak, hogy a Compsognathus (vagy a Procompsognathus) hasonló életmódot folytatott volna.

## Fordítás
Ez a szócikk részben vagy egészben a Compsognathus című angol Wikipédia-szócikk ezen változatának fordításán alapul.  Az eredeti cikk szerkesztőit annak laptörténete sorolja fel. Ez a jelzés csupán a megfogalmazás eredetét és a szerzői jogokat jelzi, nem szolgál a cikkben szereplő információk forrásmegjelöléseként.

### Magyar nyelven
- Compsognathus. primesites.hu. [2009. január 16-i dátummal az eredetiből archiválva]. (Hozzáférés: 2011. január 7.)
- Nagy László: A Dinoszauroszok kora. dinoszauroszok.hostzi.com. [2012. április 20-i dátummal az eredetiből archiválva]. (Hozzáférés: 2011. január 7.)

### Angol nyelven
- 'Compsognathus'. DinoData. (Hozzáférés: 2011. január 7.)
- Compsognathidae. Palaeos.com. [2010. október 11-i dátummal az eredetiből archiválva]. (Hozzáférés: 2011. január 7.)